# لوس إن جوهيل
لوس إن جوهيل (بالفرنسية: Loos-en-Gohelle)‏ هي بلدية تقع في إقليم باد كاليه من منطقة نور با دو كاليه في شمال فرنسا. تبلغ مساحة هذه المدينة 12.7 (كم²)، وترتفع عن سطح البحر 44 م، يبلغ عدد سكانها 6904 نسمة حسب إحصاء المعهد الوطني للإحصاء والدراسات الاقتصادية سنة 2009 م. وترأس [[جان فرانسوا كارون]] البلدية خلال فترة (2008-2014).

## أعلام
- ديفيد موراي
- جان فرانسوا كارون